# 钺 (星官)
钺是中国古代星官之一，属于二十八宿中的井宿。《丹元子步天歌》：“一星名钺井边安”，钺含有一颗恒星，在井宿一之南。清钦天监所编《仪象考成》中，钺增加了一颗恒星。

## 所含恒星[2]
| 中國星名 | 現代星名 | 所屬星座 |
| -------- | -------- | -------- |
| 鉞       | η Gem    | 雙子座   |
| 鉞增一   | 9 Gem    | 雙子座   |